# Gurbachan Singh Talib
Sardar Gurbachan Singh Talib (Punjabi: ਸਰਦਾਰ ਗੁਰਬਚਨ ਸਿੰਘ ਤਾਲਿਬ (Gurmukhi); * 1911 in Munak; † 1986) war ein indischer Sikh-Gelehrter und Schriftsteller.
Er war Dozent am Sikh National College in Lahore.
An der Banaras Hindu University erhielt er den angesehenen Guru-Nanak-Lehrstuhl für Sikh Studies. 1985 erhielt er den Padma-Bhushan-Preis der indischen Regierung.

## Werke
- Anapachhate Rah (1952)
- Adhunik Punjabi Sahit (Punjabi Kav) (1955)
- Pavittar Jivan Kathavan (1971)
- Baba Shaikh Farid (1975)
- Muslim League Attack on the Sikhs and Hindus in Punjab, 1947 (1950)
- The Impact of Guru Gobind Singh on Indian Society (1966)
- Guru Nanak: His Personality and Vision (1969)
- Bhai Vir Singh: Life, Times and Works (1973)
- Baba Sheikh Farid (1974)
- Guru Tegh Bahadur: Background and Supreme Sacrifice (1976)
- Japuji: The immortal Prayer-chant (1977); and his classical
- Translation in English of the Guru Granth Sahib (Four Volumes)